# Bistum Luz
Das Bistum Luz (lat.: Dioecesis Luceatinus) ist eine in Brasilien gelegene römisch-katholische Diözese mit Sitz in Luz im Bundesstaat Minas Gerais. 

## Geschichte

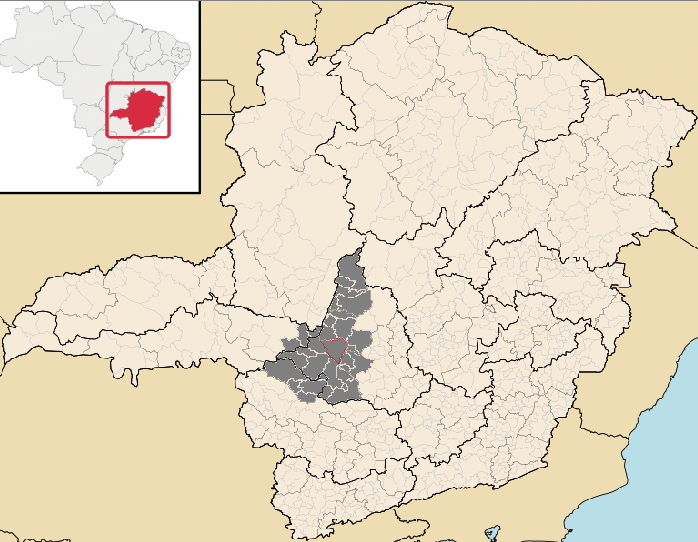
Bistum Luz.

Papst Benedikt XV. gründete das Bistum Aterrado am 18. Juli 1918 mit der Apostolischen Konstitution Romanis Pontificibus  aus Gebietsabtretungen des Bistums Uberaba und des Erzbistums Mariana, dem es auch als Suffragandiözese unterstellt wurde. Am 1. Februar 1924 wurde es Teil der Kirchenprovinz des Erzbistums Belo Horizonte.

Regional CNBB Leste 2.

Einen Teil seines Territoriums verlor es am 11. Juli 1958 zugunsten der Errichtung des Bistums Divinópolis. Am 5. Dezember 1960 nahm es den aktuellen Namen an.

## Territorium
Das Bistum Luz umfasst die Gemeinden Abaeté, Cedro do Abaeté, Arcos, Bambuí, Bom Despacho, Campos Altos, Capitólio, Córrego Danta, Tapiraí, Córrego Fundo, Dores do Indaiá, Doresópolis, Estrela do Indaiá, Serra da Saudade, Formiga, Iguatama, Japaraíba, Lagoa da Prata, Luz, Medeiros, Moema, Morada Nova de Minas, Paineiras, Pains, Pimenta, Piumhi, Pratinha, Quartel Geral, Santa Rosa da Serra, Santo Antônio do Monte und Vargem Bonita des Bundesstaates Minas Gerais.

## Ordinarien

### Bischof von Aterrado
- Manoel Nunes Coelho (10. Juni 1920 – 5. Dezember 1960)

### Bischöfe von Luz
- Manoel Nunes Coelho (5. Dezember 1960 – 8. Juli 1967)
- Belchior Joaquim da Silva Neto CM (9. Juli 1967 – 18. Mai 1994)
- Eurico dos Santos Veloso (18. Mai 1994 – 28. November 2001, dann Erzbischof von Juiz de Fora)
- Antonio Carlos Félix (5. Februar 2003–6. März 2014, dann Bischof von Governador Valadares)
- José Aristeu Vieira (seit 25. Februar 2015)